# المرأة (رواية هانا)
المرأة هي رواية خيالية تاريخية للمؤلفة الأمريكية كريستين هانا، نشرتها مطبعة سانت مارتن في عام 2024. يحكي الكتاب قصة فرانسيس "فرانكي" ماكغراث، وهي ممرضة شابة تخدم في فيلق التمريض بالجيش الأمريكي [الإنجليزية] خلال حرب فيتنام. ظهرت الرواية لأول مرة في المرتبة الأولى في قائمة نيويورك تايمز للكتب الأكثر مبيعًا.

## الحبكة
تدور أحداث الكتاب في فترة حرب فيتنام وتقع في حياة فرانسيس "فرانكي" ماكغراث، ممرضة شابة تجنيدت في الجيش الأمريكي بعد وفاة شقيقها في الحرب. فرانكي، التي كانت تأتي من عائلة محبة ومحمية في كاليفورنيا، تواجه الحزن الشخصي وتقرر الانضمام إلى الجيش لتغيير حياتها والابتعاد عن الألم الداخلي.
خلال خدمتها في ساحة المعركة، تنضم إلى فريق طبي وتعتني بالجنود الجرحى تحت ظروف قاسية وخطيرة. يصف الكتاب تجاربها الصعبة خلال العمل تحت نيران العدو، والعلاقات التي تبنيها مع الجنود الآخرين وزميلاتها في الخدمة، والنضال الداخلي الذي تواجهه بسبب صدمات الحرب. عند عودتها إلى الوطن، تجد فرانكي نفسها معزولة عن محيطها. المجتمع من حولها لا يفهم ما مرّت به، خاصة عندما يتعلق الأمر بالنساء اللاتي خدمّن في الحرب. تواجه ازدراء تجاه قدامى المحاربين والشعور بالتمييز تجاه مساهمة النساء في الحرب. تشعر بالخيانة ويصعب عليها التكيف مرة أخرى مع الحياة المدنية بينما تحاول التعامل مع الذكريات المؤلمة والمخاوف والصعوبات النفسية التي خلفتها الحرب وواقعها الجديد.
يتتبع الكتاب رحلة فرانكي في مواجهة الصدمات التي خلفتها الحرب، ومحاولتها العثور على مكانها في العالم الجديد، وجمع قوتها للاستمرار في الحياة رغم كل شيء. خلال هذه الرحلة، تلتقي بالعديد من النساء اللاتي خدمّن معها في الحرب، وهنّ يجدن في بعضهن البعض الدعم والصداقة والروح القتالية التي تظل وفية لبعضها البعض حتى بعد انتهاء الحرب.

## فيلم
في يناير 2024، حصلت شركة وارنر برذرز بشكل استباقي على حقوق الرواية من أجل تحويلها إلى فيلم سينمائي.